# Wonderen bestaan
Wonderen bestaan was een Nederlands televisieprogramma, dat van 2003 tot september 2007 werd uitgezonden door de KRO.

## Achtergrond
In het programma werden 'wonderlijke belevenissen' uit het leven van mensen naverteld en ook nagespeeld. De uitzendingen worden gepresenteerd door Yvon Jaspers. Het uitgangspunt voor de selectie van de verhalen was volgens haar: “Een wonder is goed als het eigenlijk té ongeloofwaardig is. Je moet het niet kunnen verzinnen. Het moet onverklaarbaar zijn.”
De wonderen passen goed bij de katholieke identiteit van de KRO, verklaarde KRO-directeur Ton Verlind: "Wonderen zijn van alle tijden. Ze hebben een prominente plaats in de katholieke cultuur en de KRO heeft er een inspirerende alledaagse vertaling van geprobeerd te zoeken."
In het programma werden ook de ervaringen verteld van aantal bekende Nederlanders, zoals Catherine Keyl, Aldith Hunkar, majoor Bosshardt, Theo Olof, Bridget Maasland, Mathilde Santing, Bart Chabot, Maurice de Hond, Judith Bosch en het medium Robbert van den Broeke.
De brieven die naar het programma werden opgestuurd, werden in 2004 onderzocht door prof. Anne-Marie Korte van de Katholieke Theologische Universiteit (KTU) in Utrecht. Zij zei geen oordeel te hebben over de betrouwbaarheid van de verhalen, net zomin overigens als de KRO-programmamakers.
De theoloog Jart Voortman schreef in zijn boek Open geloven (Kok 2015) een hoofdstuk over wonderen getiteld 'geheimenissen'. Daarin bespreekt hij eveneens een aantal ervaringen uit het KRO-programma.